# بخش لودویککا
بخش لودویککا (به سوئدی: Ludvika kommun) یک ناحیه شهری در سوئد است که در شهرستان دالارنا واقع شده‌است.

## خواهرخوانده
شهرهای Imatra, Kontiolahti و باد هونف خواهرخوانده‌های بخش لودویککا هستند.